# Leeton, Missouri
Leeton är en ort i Johnson County i delstaten Missouri, USA.